# Lorna Gray

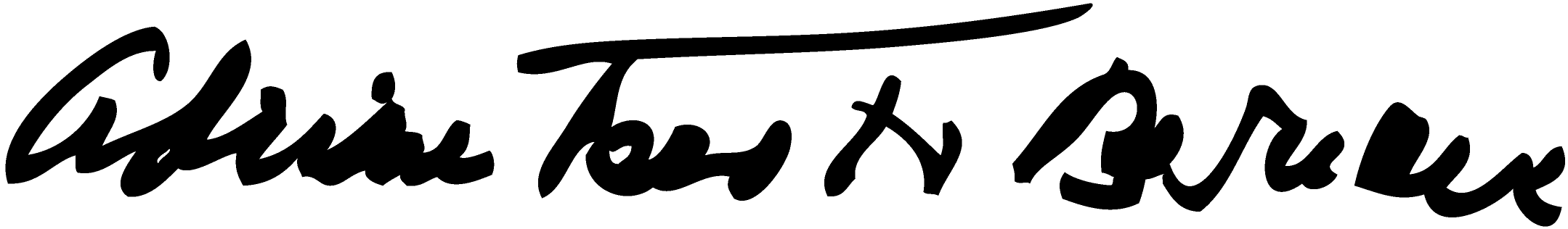
Unterschrift (als Adrian Booth Brian)

Virginia Pound (* 26. Juli 1917 in Grand Rapids, Michigan; † 30. April 2017 in Sherman Oaks, Los Angeles, Kalifornien) war eine US-amerikanische Schauspielerin, die unter den beiden Künstlernamen Lorna Gray (bis 1945) und Adrian Booth (seit 1945) im Filmgeschäft tätig war. In ihrer Filmkarriere zwischen 1937 und 1951 war sie hauptsächlich für Columbia Pictures und Republic Pictures tätig und eine vielbeschäftigte Leading Lady in B-Filmen, so auch in ihrer bekanntesten Rolle als Gail Richards in Captain America (1944).

## Leben
Lorna Gray wurde am 26. Juli 1917 als Virginia Pound in Grand Rapids, Michigan geboren. Sie begann ihre Laufbahn mit etwa 17 Jahren als Schauspielerin und Sängerin als Teil einer Vaudeville-Theatergruppe in Cleveland.
Pound hatte sowohl Castings bei den Universal Studios als auch für Paramount Pictures, die ihr ihre erste kleine Filmrolle in Hold 'Em Navy an der Seite von Lew Ayres und Mary Carlisle anboten, bei dem sie noch unter ihrem richtigen Namen im Abspann genannt wurde. 1938 wurde sie bei Columbia Pictures unter Vertrag genommen wurde. Zur selben Zeit nahm sie den Künstlernamen Lorna Gray an. Ihre erste größere Rolle bekam sie 1937 in dem Abenteuerfilm Adventure in Sahara. Es folgten größere Nebenrollen in Filmen wie Red River Range an der Seite von John Wayne oder dem Musikfilm O, My Darling Clementine. 1939 trat sie als Statistin in dem Filmklassiker Mr. Smith geht nach Washington auf. 1944 spielte sie die Hauptrolle in The Girl Who Dared. Ihre wohl bekannteste Rolle hatte Gray im selben Jahr als Gail Richards im Serial Captain America.
Gray blieb insgesamt sieben Jahre lang bei Columbia Pictures unter Vertrag, ehe sie 1945 das Filmstudio verließ und einen Vertrag bei Republic Pictures unterschrieb. Ihr neuer Künstlername lautete fortan Adrian Booth. Sie war somit in ihrer Karriere insgesamt unter drei verschiedenen Namen im Abspann zu sehen. 1946 spielte sie die Hauptrolle in Daughter of Don Q.
Booth blieb sechs Jahre lang bei Republic Pictures tätig, ehe sie 1951 mit der weiblichen Hauptrolle im Western Apachenschlacht am schwarzen Berge sowie im Abenteuerfilm The Sea Hornet ihre Filmkarriere beendete. Zwei Jahre zuvor hatte sie den Schauspieler David Brian geheiratet, mit dem sie bis zu seinem Tod im Jahre 1993 zusammen blieb. Adrian Booth trat bis zu ihrem Tod bei Filmfestivals und Preisverleihungen auf und wurde 1998 mit dem Golden Boot Award für ihre schauspielerische Leistung in Western ausgezeichnet. Sie starb im April 2017 weniger als drei Monate vor ihrem 100. Geburtstag in ihrem Haus in Sherman Oaks. Booth besitzt keine bekannte Grabstätte, ihr Leichnam wurde eingeäschert und die Urne ihren Hinterbliebenen übergeben.

## Filmografie (Auswahl)
- 1937: Hold ’Em Navy
- 1937: Thrill of a Lifetime
- 1938: Adventure in Sahara
- 1938: The Big Broadcast of 1938
- 1938: Der Freibeuter von Louisiana (The Buccaneer)
- 1938: Kampf am Roten Fluss (Red River Range)
- 1938: Smashing the Spy Ring
- 1939: The Amazing Mr. Williams
- 1939: Coast Guard
- 1939: Flying G-Men
- 1939: Good Girls Go to Paris
- 1939: The Lone Wolf Spy Hunt
- 1939: The Man They Could Not Hang
- 1939: Missing Daughters
- 1939: Mr. Smith geht nach Washington (Mr. Smith Goes to Washington)
- 1939: Outside These Walls
- 1939: Pest from the West
- 1939: Oily to Bed, Oily to Rise
- 1939: Three Sappy People
- 1940: Convicted Woman
- 1940: Deadwood Dick
- 1940: Rockin’ thru the Rockies
- 1940: Up in the Air
- 1940: You Nazty Spy!
- 1941: Father Steps Out
- 1941: Tuxedo Junction
- 1942: Nyoka – Herrin der Beduinen (Perils of Nyoka)
- 1942: Ridin’ Down the Canyon
- 1943: Mutige Frauen (So Proudly We Hail!)
- 1943: O, My Darling Clementine
- 1944: Captain America
- 1944: The Girl Who Dared
- 1945: Fashion Model
- 1945: Federal Operator 99
- 1945: Adventures of Kitty O’Day
- 1945: Tell It to a Star
- 1945: Liebe in der Wildnis (Dakota)
- 1946: Home on the Range
- 1946: Valley of the Zombies
- 1946: Man from Rainbow Valley
- 1946: Daughter of Don Q
- 1946: Out California Way
- 1947: Last Frontier Uprising
- 1947: Spoilers of the North
- 1947: Along the Oregon Trail
- 1947: Exposed
- 1947: Under Colorado Skies
- 1948: Lightnin’ in the Forest
- 1948: California Firebrand
- 1948: Die Plünderer von Nevada (The Plunderers)
- 1948: Die rauhen Reiter der furchtlosen Legion (The Gallant Legion)
- 1949: Überfall auf Expreß 44 (The Last Bandit)
- 1949: Hideout
- 1949: Mit Pech und Schwefel (Brimstone)
- 1950: Mississippi-Express (Rock Island Trail)
- 1950: Terror über Colorado (The Savage Horde)
- 1951: Apachenschlacht am schwarzen Berge (Oh! Susanna)
- 1951: Der Seewolf von Barracuda (The Sea Hornet)